# Le Diable du New Jersey
Le Diable du New Jersey (The Jersey Devil) est le 5e épisode de la saison 1 de la série télévisée X-Files. Dans cet épisode, Mulder et Scully enquêtent sur une créature qui pourrait être liée à la légende du diable de Jersey.
L'épisode a obtenu des critiques plutôt défavorables.

## Résumé
Scully attire l'attention de Mulder sur le cas d'un sans-abri ayant été retrouvé mort avec un bras dévoré près d'Atlantic City. Mulder pense que cette affaire pourrait être liée à la légende du diable de Jersey et part pour Atlantic City avec Scully. À la morgue, ils apprennent que les morsures pourraient être d’origine humaine mais l'inspecteur Thompson, hostile à leur présence, leur refuse l'accès au dossier. Scully retourne à Washington alors que Mulder décide de rester. Il interroge Peter Boulle, le garde-forestier ayant découvert le corps, puis enquête dans le milieu des sans-abris, l'un d'entre eux lui affirmant avoir vu une créature rôder dans les environs.
Mulder passe la nuit dans la rue et voit une forme humanoïde qu'il poursuit avant de la perdre. Arrêté, Mulder passe la nuit en prison. Le lendemain, Scully vient faire libérer Mulder avant de repartir pour Washington, où elle a un rendez-vous avec Rob, un père de famille divorcé. Boulle appelle Mulder pour lui signaler qu'il a trouvé dans la forêt le cadavre d'un homme sauvage, mort depuis plusieurs mois. Cependant, une fois Mulder arrivé à la morgue avec Scully, Boulle et le docteur Diamond, professeur d'anthropologie, le corps a été enlevé.
Tous les quatre fouillent un immeuble abandonné où ils relèvent des traces de la créature, Mulder pensant qu'il s'agit de la femelle de l'homme sauvage trouvé mort. Mulder la repère mais est blessé par cette femme sauvage qui le tient à sa merci mais l'épargne, prenant la fuite à l'arrivée de Scully. La poursuite continue dans la forêt, où ce sont les membres du SWAT appelés en renfort par Thompson qui la trouvent et la tuent. Mulder est affligé par sa mort, qui met fin à son enquête sans qu'aucun indice sur les origines de cette femme ne se soit révélé concluant. Scully décide quant à elle de ne pas poursuivre plus loin sa relation avec Rob. Dans la forêt, l'enfant de la femme sauvage apparaît, désormais livré à lui-même.

## Distribution
- David Duchovny : Fox Mulder
- Gillian Anderson : Dana Scully
- Claire Stansfield : la femme sauvage
- Wayne Tippit : l'inspecteur Thompson
- Gregory Sierra : le docteur Diamond
- Michael MacRae : le ranger Peter Boulle
- Andrew Airlie : Rob

## Production
Chris Carter écrit le scénario de l'épisode en s'inspirant d'un essai d'Edward Osborne Wilson au sujet des fourmis et d'une histoire écrite précédemment dans laquelle il émettait l'hypothèse que l'humanité était déterminée à causer sa propre extinction. Ce concept évolue ensuite avec l'idée d'utiliser une mutation évolutionniste qui renverrait à l'homme de Néandertal, Carter décidant d'employer le diable de Jersey comme chaînon manquant.
Les scènes dépeignant la vie privée de Scully ont pour but de rendre le personnage plus accessible aux téléspectateurs mais Carter explique qu'il a également « essayé de développer une intrigue amoureuse autour de Scully afin d'accroître la tension sexuelle entre elle et Mulder ». Les scènes de Mulder dans les rues d'Atlantic City sont filmées à Vancouver devant un écran bleu avec des images d'archives de casino ajoutées par la suite en postproduction. Claire Stansfield devant interpréter une femme toujours nue, diverses solutions sont trouvées pour les scènes dévoilant cette nudité. L'actrice apparaît ainsi sur certains plans avec une tenue colorée de façon à simuler la nudité, alors que sur d'autres plans ses cheveux sont attachés de manière à recouvrir ses seins. Plusieurs intérieurs de bureaux et de restaurants sont filmés dans un manoir de Vancouver qui servira à nouveau de décor pour l'épisode L'Incendiaire. Les extérieurs de la banlieue d'Atlantic City sont tournés dans et aux alentours d'un entrepôt de tôlerie.

## Accueil

### Audiences
Lors de sa première diffusion aux États-Unis, l'épisode réalise un score de 6,6 sur l'échelle de Nielsen, avec 12 % de parts de marché, et est regardé par 10,40 millions de téléspectateurs.

### Accueil critique
L'épisode obtient des critiques plutôt défavorables. Keith Phipps, du site The A.V. Club, lui donne la note de C. Le magazine Entertainment Weekly lui donne la note de C. John Keegan, du site Critical Myth, lui donne la note de 5/10.
Le site Le Monde des Avengers lui donne la note de 2/4. Dans leur livre sur la série, Robert Shearman et Lars Pearson lui donnent la note de 1/5.